# عثمان طوال
عثمان طوال (مواليد 17 يوليو 1984، حسين داي) هو لاعب كرة قدم جزائري. لعب كحارس مرمى، وهو شقيق حراس المرمى حسن طوال وسعيد طوال وفتح طوال.

## المسيرة
لعب في الرابطة الجزائرية المحترفة الأولى مع كلا من نادي نصر حسين داي ونادي اتحاد بلعباس. في 2018، فاز بكأس الجزائر. لعب أيضا مع نادي مولودية بجاية ونادي مولودية الجزائر. في 18 أبريل 2021، وقع مع نادي مولودية وهران.

## الأوسمة

### الأندية

#### اتحاد بلعباس
- كأس الجزائر 2017–18